# Les Clochards
Les Clochards est une nouvelle de Marcel Aymé, parue dans l'hebdomadaire Gringoire en 1931.

## Historique
Les Clochards est une nouvelle de Marcel Aymé, parue dans Gringoire le 4 septembre 1931, puis dans son premier recueil de nouvelles Le Puits aux images en avril 1932.

## Résumé
C'est un sale temps pour les clochards du boulevard de la Chapelle qui cherchent refuge dans une bouche de métro...